# Scypion
Scypion – imię męskie pochodzenia łacińskiego, pierwotnie przydomek, wywodzi się od słowa scipio, -onis – "laska, buława" (otrzymywana przez viri triumphales i sojuszniczych władców). Imię częste w rodzie Korneliuszy.
Scypion imieniny obchodzi 4 września, jako wspomnienie bł. Scypiona Hieronima Brigéat de Lambert.
Znane osoby noszące imię Scypion:
- Scypion Afrykański Starszy – wódz rzymski z okresu II wojny punickiej
- Scypion Afrykański Młodszy – rzymski wódz z okresu III wojny punickiej
- Scypion Metellus – rzymski wódz i polityk
- Scipione Caffarelli-Borghese – włoski kardynał
- Scipione del Ferro – włoski matematyk
- Scipione Piattoli – włoski ksiądz, prywatny sekretarz króla Stanisława Augusta Poniatowskiego, współtwórca konstytucji 3 maja
- Scipione Rebiba – włoski kardynał, inkwizytor
- Scipione Riva-Rocci – włoski pediatra, wynalazca sfigmomanometru
- Scipio Tofini – włoski ksiądz katolicki, wikariusz generalny pallotynów w latach 1895–1896
- Korneliusz Scypion – konsul rzymski, walczył nad rzeką Ticinius z armią Hannibala
- Lucjusz Scypion Azjatycki – konsul rzymski w 190 p.n.e., dowodził armią rzymską w wojnie z Seleucydami
- Giuseppe Scipione Castelbarco – włoski arystokrata i austriacki dyplomata